# Civilization VII
Sid Meier's Civilization VII é um jogo de estratégia baseado em turnos 4X desenvolvido pela Firaxis Games e publicado pela 2K. O jogo foi lançado em 11 de fevereiro de 2025 para Microsoft Windows, Xbox One, Xbox Series X/S macOS, Linux, Nintendo Switch, PlayStation 4 e PlayStation 5. Também está previsto para ser lançado em 5 de junho de 2025 para Nintendo Switch 2.

## Dinâmica de jogo
Civilization VII, como um jogo 4X, faz com que quem joga acompanhe o crescimento de uma civilização humana desde os primeiros assentamentos até se tornar uma cultura avançada. A jogadora usa várias unidades, representando unidades militares e civis, para explorar o mapa, desenvolver sua civilização por meio de cidades, cultura e tecnologia adicionais, reunir recursos da geografia ao redor de seus assentamentos e derrotar ameaças de civilizações estrangeiras que também tentam desenvolver sua civilização. A jogadora pode vencer o jogo por meio de uma série de possíveis condições de vitória, que vão desde soluções pacíficas até a dominação militar total do mundo.
Civilization VII permite a quem joga selecionar líderes e civilizações de forma independente, com as civilizações favorecendo líderes com certos atributos. Os critérios para quem constitui um "líder" também foram atualizados, incluindo filósofos, líderes religiosos e cientistas que não eram chefes de Estado. O sistema de era histórica é simplificado nas eras da antiguidade, da exploração e moderna, em comparação com as divisões posteriores implementadas pelos antecessores do jogo. Durante a era da antiguidade, há facções independentes — deliberadamente rotuladas para evitar conotações negativas percebidas do termo "bárbaro" usado em jogos anteriores da série. Dependendo das interações da jogadora com eles, alguns deles evoluirão para se tornarem uma cidade-estado. A jogadora tem a opção de mudar de civilização na transição de uma era para outra no final de cada era. Após o fim da antiguidade e da era da exploração, as jogadoras serão confrontadas com um “evento de crise” que trará desvantagens negativas nas eras subsequentes.

## Desenvolvimento
Em fevereiro de 2023, a Firaxis Games anunciou que estava desenvolvendo uma sequência para Civilization VI (2016). O PCGamesN relatou em agosto de 2021 que a Firaxis havia publicado uma vaga de emprego para um líder narrativo para o jogo. Gwendoline Christie narra as dublagens do jogo.
A Firaxis Games colaborou com membros da Tribo Shawnee, incluindo o chefe Shawnee Benjamin Barnes, para criar uma representação historicamente precisa de Tecumseh no jogo. Tecumseh é dublado por Dean Dillon, um dublador Shawnee. Como parte da parceria entre a Firaxis Games e a Tribo Shawnee, a Firaxis e a 2K doaram centenas de milhares de dólares para programas que trabalham para revitalizar a língua Shawnee.

### Lançamento
Civilization VII foi anunciado no Summer Game Fest em 7 de junho de 2024. A 2K anunciou anteriormente que apareceria no Summer Game Fest em maio para revelar a "próxima iteração de uma de suas maiores e mais queridas franquias". Horas antes da apresentação, o jogo foi anunciado sem querer no site da 2K. Civilization VII está previsto para ser lançado para Windows, macOS, Nintendo Switch, PlayStation 4, PlayStation 5, Xbox One e Xbox Series X/S, em 11 de fevereiro de 2025.

## Leitura complementar
- Wilde, Tyler (20 de agosto de 2024). «Civilization 7's new features: a revamped three-age structure, towns, navigable rivers, and more». PC Gamer. Consultado em 20 de agosto de 2024